# Famille Soubre
Pour les articles homonymes, voir Soubre.
La famille Soubre est une famille belge originaire de Liège. Elle était inscrite au XVIIIe siècle à la bourgeoisie de Liège comme membre du métier des tanneurs. Elle a produit quelques personnalités dans le domaine des arts et des sciences.

## Origine du nom
Le patronyme Soubre vient du latin populaire superanus, qui a notamment donné "souverain". Le nom a subi des évolutions :  Sobra, Soubra, Subira. Il désignait autrefois en France, dans les villages perchés, les habitants de la maison construite le plus au-dessus du village.
Le mot soubre a gardé au cours des siècles son sens d'origine et est passé à plusieurs reprises dans la langue française (soubreveste, soubredent, soubrelangue, et certains mots encore en usage de nos jours : soubresaut, soubrette). Le mot soubrette est véritablement dérivé du nom puisqu'il désignait le personnel domestique féminin qui logeait dans les combles (l'endroit le plus haut de la maison ou du château). Le mot soubreveste (les mousquetaires en portaient une aux couleurs du Roi) a été remplacé de nos jours par le mot « pardessus » désignant ainsi la veste que nous enfilons sur nos vêtements pour sortir. Le sens en est cependant resté intact.

## Histoire
La famille Soubre descend de Jean Joseph Soubre, repris dans la liste des principaux maitres de la corporation des tanneurs de Liège au milieu du XVIIIe, sous le nom de Jean Soupe, époux de Ida Joassart. Leur fils Jean Joseph Soubre né en 1728, était maitre tanneur également.
Lui (ou son fils), sous le nom de Jean Soubre, fait partie des 24 tanneurs signataires d'une pétition de 1806 adressée à l'État, pour la restitution des biens de la corporation des tanneurs (entre autres le moulin à tan du Longdoz) qui avaient été confisqués après la révolution liégeoise, à la suite de la dissolution des corporations. Un décret impérial (Bayonne, 31 mai 1808) rendit les biens de la corporation en concession à perpétuité aux signataires, et permit l'établissement d'une société semblable à celle fondée en 1288.

## Personnalités
- Étienne Soubre, compositeur
- Charles Soubre, peintre
- Charles Étienne Soubre, architecte
- Jorge Soubre, graveur